# قائمة أمهات السلاطين العثمانيين

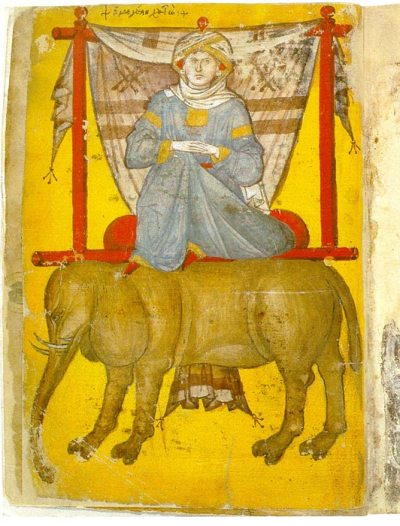
ستي مكرمة خاتون زوجة السلطان محمد الفاتح وأم بايزيد الثاني.

تَضُمُّ القَائِمةُ الأُمَّهات الحَقيقيَّات اللَّائي ولدنَ سلاطين الدولة العثمانية، والذين بلغ عددهم 36 سُلطانًا في واحد وعشرين جيلًا، أمَّا لقبُ السلطانة الأم فليس بِالضرورة يُطلق على كل أمهات السلاطين، حيث أن الأمهات اللواتي مُتن قبل اعتلاء أبنائهن سدة الخلافة العثمانية فلم يحصلن أبدا على هذا اللقب، مثل خُرَّم سلطان، وخديجة معزز سلطان، وأمينة مهرشاه قادين، ورابعة سلطان. ولا يُشترط أن تكون حاملة لقب السلطانة الأم هي أم السلطان الحقيقة مثل بيريستو قادين التي لُقبت بهذا اللفب في عهد عبد الحميد الثاني بالرغم من أنها لم تكن أمه الحقيقية.

## القائمة
| الاسم                 | الفترة | الاسم الأصلي                | الأصل | تاريخ الوفاة                     | الأبناء                   |
| --------------------- | --- | --------------------------- | --- | -------------------------------- | ------------------------- |
| مال خاتون             | | مال                         | تركية ولدت في الأناضول، ويقال أنها ابنة الشيخ إده بالي. | 21 نوفمبر 1323                   | أورخان غازي               |
| نيلوفر خاتون          | السلطانة الأم (1362 – 1383) | نيلوفر                      | ولدت في بيله جك، التي كانت تابعة للإمبراطورية البيزنطية. | 1383                             | مراد الأول                |
| كلجيجك خاتون          | |                             | كان زوجة أحد أمراء إمارة بني قره سي في الأناضول وهو عجلان بك قبل زوجها من مراد الأول. |                                  | بايزيد الأول              |
| دولت خاتون            | | سلطان                       | ولدت في كوتاهية، التابعة لإمارة كرمايان. | يناير 1414                       | محمد الأول العثماني       |
| أمينة خاتون           | السلطانة الأم (1421 – 1449) | أمينة                       | تنتمي إلى سلالة أمراء ذو القدر، فهي ابنة شعبان صولي بن قراقا، ثالث حكام ذو القدر، الذي حكم بين عامي 1386 و1398، وشقيقة صدقة بك، رابع أمراء ذو القدر. | 1449                             | مراد الثاني               |
| خديجة هما خاتون       | السلطانة الأم (1444 – 1446) | خديجة حليمة                 | يذهب بعض المؤرخين إلى أنها كانت صربية الأصل، وأنها كانت تحمل اسمًا رومانيًا هو "ستيلا"، بينما يفترض آخرون أنها كانت أميرة من إمارة زيتا، وأنها كنت من أقارب دوراد الثاني بالتسيتش. ويؤيد كل من ستيفين رونسيمان وإلبير أورتايلي كونها من أصول سلافية. | سبتمبر 1449                      | محمد الفاتح               |
| ستي مكرمة خاتون       | | مُكرمة                       | ولدت في مدينة البستان الواقعة في قهرمان مرعش عاصمة بني ذو القدر، وهي ابنة سليمان بن محمد بك الحاكم السادس لبني ذو القدر. | أبريل 1467                       | بايزيد الثاني             |
| كلبهار خاتون الثانية  | | عائشة                       | يغلب الظن أنَّ أصولها أرناؤوطيَّة (ألبانيَّة)، حيث جاء في المصادر العثمانية أنها خاتون بنت عبد الصمد، واسم عبد الصمد كان شائعًا في تلك الفترة بين المسيحيين الذي تحولوا إلى الإسلام والتحقوا في خدمة البلاط العثماني، وكان منتشرًا في البلقان والأناضول في العصر العثماني الكلاسيكي. بينما تستنتج بعض المصادر أنها ابنة علاء الدولة بوذقارد بن سليمان، الأمير الحادي عشر لبني ذو القدر الذين كانوا يحكمون إحدى إمارات الأناضول والتي كانت عاصمتها مدينة البستان في مقاطعة مرعش. | 19 نوفمبر 1505                   | سليم الأول                |
| عائشة حفصة سلطان      | السلطانة الأم (1520 – 19 مارس 1534) | عائشة                       | يقال أنها ابنة مانجلي جيراي ملك القرم، أو أنها ابنة الوالي عيسي الذي يكون الحاكم الأخير لبنو آيدين. | 19 مارس 1534                     | سليمان القانوني           |
| خرم سلطان             | خاصكي سلطان (1533 – 15 أبريل 1558) | روكسلانا                    | ولدت في بلدة اسمها روهاتين يسكنها الروس لكن يسيطر عليها البولونيون، ويعتقد أن والدها قس أرثوذكسي روسي. في 1520، اختطفت من تتار القرم أثناء هجماتهم المعتادة على شبه الجزيرة وبيعت جارية لقصر السلطان سليمان. هناك، بدأت خُرَّم في القصر السلطاني كجارية، ثم تحولت إلى الإسلام. | 15 أبريل 1558                    | سليم الثاني               |
| نوربانو سلطان         | خاصكي سلطان (7 سبتمبر 1566 – 15 ديسمبر 1574) السلطانة الأم (15 ديسمبر 1574 – 7 ديسمبر 1583)                                                                          | سيسيليا فينير-بافو أو راشال | ولدت في جمهورية البندقية. | 7 ديسمبر 1583                    | مراد الثالث               |
| السلطانة صفية         | خاصكي سلطان (7 ديسمبر 1583 – 15 يناير 1595) السلطانة الأم (15 يناير 1595 – 22 ديسمبر 1603)                                                                           | صوفيا بيلوجي عائلة آل بافو  | ألبانية | 10 نوفمبر 1618                   | محمد الثالث العثماني      |
| خاندان سلطان          | السلطانة الأم (22 ديسمبر 1603 – 26 نوفمبر 1605) | هيلين                       | رومانيا | 26 نوفمبر 1605                   | أحمد الأول                |
| حليمة سلطان           | السلطانة الأم (22 نوفمبر 1617 – 26 فبراير 1618) و (19 مايو 1622 – 10 سبتمبر 1623)                                                                                    | غير معروف                   | أبخارية | 1623                             | مصطفى الأول               |
| ماه فيروز خديجة خاتون | | رشا                         | ولدت في العراق | 26 أكتوبر 1620                   | عثمان الثاني              |
| السلطانة كوسم         | خاصكي سلطان (26 نوفمبر 1605 – 22 نوفمبر 1617) السلطانة الأم (10 سبتمبر 1623 – 3 سبتمبر 1651) وصية على العرش (10 سبتمبر 1623 – 1632) و (8 أغسطس 1648 – 3 سبتمبر 1651) | آناستاسيا                   | ولدت في جمهورية البندقية | 2 سبتمبر 1651                    | مراد الرابع إبراهيم الأول |
| ترخان خديجة سلطان     | خاصكي سلطان (2 يناير 1642 – 12 أغسطس 1648) السلطانة الأم (3 سبتمبر 1651 – 4 أغسطس 1683) وصية على العرش (3 سبتمبر 1651 – 1656)                                        | نادية                       | ولدت وترعرعت في اوكرانيا في قرية تقع بالقرب من مقاطعة بولتافا تسمى سلوبودا | 4 أغسطس 1683                     | محمد الرابع               |
| صالحة دل آشوب سلطان   | خاصكي سلطان (حتى 12 أغسطس 1648) السلطانة الأم (8 نوفمبر 1687 – 4 ديسمبر 1689)                                                                                        | كاترينا                     | غير معروف | 4 ديسمبر 1689                    | سليمان الثاني             |
| خديجة معزز سلطان      | خاصكي سلطان (حتى 12 أغسطس 1648) | إيفا                        | كانت يهودية بولندية ولدت في الكومنولث البولندي الليتواني. | 1687                             | أحمد الثاني               |
| رابعة كلنوش سلطان     | خاصكي سلطان (5 يوليو 1683 – 8 نوفمبر 1687) السلطانة الأم (6 فبراير 1695 - 6 نوفمبر 1715)                                                                             | إيفماني فوري                | ولدت في ريثيمنو في جمهورية البندقية. | 6 نوفمبر 1715                    | مصطفى الثاني أحمد الثالث  |
| صالحة سبكتي سلطان     | السلطانة الأم (20 سبتمبر 1730 – 21 سبتمبر 1739) | ألكسندرا                    | غير معروف | 21 سبتمبر 1739                   | محمود الأول               |
| شاه سوار سلطان        | السلطانة الأم (13 ديسمبر 1754 – 16 أبريل 1756) | ماريا                       | روسية | 16 أبريل 1756                    | عثمان الثالث              |
| أمينة مهرشاه قادين    | قادين أفندي | جانيت                       | فرنسية | 1762                             | مصطفى الثالث              |
| رابعة سلطان           | | إيدا                        | فرنسية | 1732                             | عبد الحميد الأول          |
| مهر شاه سلطان         | قادين أفندي (1761 – 21 يوليو 1764) قادين أفندي (21 يوليو 1764 – 21 يناير 1774) السلطانة الأم (7 أبريل 1789 – 16 أكتوبر 1805)                                         | أغنيس                       | جورجية | 16 أكتوبر 1805                   | سليم الثالث               |
| سينة برور سلطان       | السلطانة الأم (29 مايو 1807 – 28 يوليو 1808) | سونيا                       | بلغارية | 11 ديسمبر 1828                   | مصطفى الرابع              |
| بزم عالم سلطان        | قادين أفندي (1822 – 1832) قادين أفندي (1832 – 1 Jul 1839) السلطانة الأم (2 Jul 1839 – 2 May 1853)                                                                    |                             | جورجية | 2 مايو 1853                      | عبد المجيد الأول          |
| برتفنيال سلطان        | السلطانة الأم (25 يونيو 1861 – 30 مايو 1876) | حسنة خاطر                   | شركسية. | 5 فبراير 1883                    | عبد العزيز الأول          |
| شوق فضة سلطان         | قادين أفندي (1 أغسطس 1839 - 25 يناير 1861) السلطانة الأم (30 مايو 1876 - 31 أغسطس 1876)                                                                              | فيلما                       | شركسية. | 17 سبتمبر 1889                   | مراد الخامس               |
| تيرمشكان السلطانة     | قادين أفندي (1841 - 1849) قادين أفندي (1849 - 3 أكتوبر 1852) | فيرجينيا                    | شركسية من قبائل الشابسوغ | 3 أكتوبر 1852                    | عبد الحميد الثاني         |
| كل جمال أفندي         | قادين أفندي | صوفيا أو خديجة              | ولدت في إيالة البوسنة وكانت مسيحية. | 29 ديسمبر 1895 أو 16 نوفمبر 1851 | محمد الخامس العثماني      |
| كلستو خانم            | قادين أفندي (1860 - مايو 1861) | فاطمة                       | أبخارية ولدت في سوخومي. | مايو 1861                        | محمد السادس العثماني      |

## الكُتب
- Bahadıroğlu، Yavuz (2007). Resimli Osmanlı tarihi. Nesil yayınları. ISBN:978-975-269-299-2. مؤرشف من الأصل في 2020-04-10.
- Bahadıroğlu، Yavuz (2009). Resimli Osmanlı tarihi (ط. 15). Nesil yayınları.
- Peirce، Leslie P. (1993). The Imperial Harem: Women and Sovereignty in the Ottoman Empire. Oxford University Press. ISBN:978-0-19-508677-5. مؤرشف من الأصل في 2020-04-10.